# Frâncenii de Piatră
Frâncenii de Piatră – wieś w Rumunii, w okręgu Sălaj, w gminie Gâlgău. W 2011 roku liczyła 9 mieszkańców.